# Galeodea triganceae
Galeodea triganceae är en snäckart som beskrevs av Dell 1953. Galeodea triganceae ingår i släktet Galeodea och familjen hjälmsnäckor. Inga underarter finns listade i Catalogue of Life.